# Lepidanthrax albifrons
Lepidanthrax albifrons är en tvåvingeart som beskrevs av Roberts 1928. Lepidanthrax albifrons ingår i släktet Lepidanthrax och familjen svävflugor. Inga underarter finns listade i Catalogue of Life.